# La Condomina
Das Estadio La Condomina ist ein Fußballstadion in der spanischen Stadt Murcia, Autonome Gemeinschaft Murcia. Es bietet 13.500 Plätze, von denen 6500 Plätze im Spielbetrieb genutzt werden dürfen.

## Geschichte
Die 1924 fertiggestellte Anlage war bis 2006 die Heimspielstätte des Fußballvereins Real Murcia. Eröffnet wurde es am 25. Dezember 1924 mit dem Spiel Real Murcia gegen den FC Martinenc (3:1). Entworfen hat es der Ingenieur und frühere Real Murcia-Spieler Eduardo Menoyo. Heute spielt dort der UCAM Murcia CF, der Fußballverein der Katholischen Universität Murcia. Das La Condomina ist ein reines Fußballstadion ohne Leichtathletikanlage. Die Spielfläche mit Naturrasen misst 106 m × 68 m. Seit 2006 tritt Real Murcia im Estadio Nueva Condomina an.
Seit 2020 ist das spanische Unternehmen BeSoccer Namenssponsor des Stadions, welches nun offiziell Estadio BeSoccer La Condomina heißt.